# نهر بيتشورا
نهر بيتشورا ((بالروسية: Печо́ра)‏، لغة الكومي: Печӧра، لغات النينيتس: Санэроˮ яха) هو نهر موجود في شمال غرب روسيا يتدفق تجاه الشمال ليصب في المحيط القطبي الشمالي في الجانب الغربي من جبال الأورال. ومعظم هذا النهر يوجد في جمهورية كومي إلا أن أقصى الجزء الشمالي منه يعبر منطقة أوكروغ نينيتس الذاتية (ذات الحكم الذاتي).

## الجغرافيا

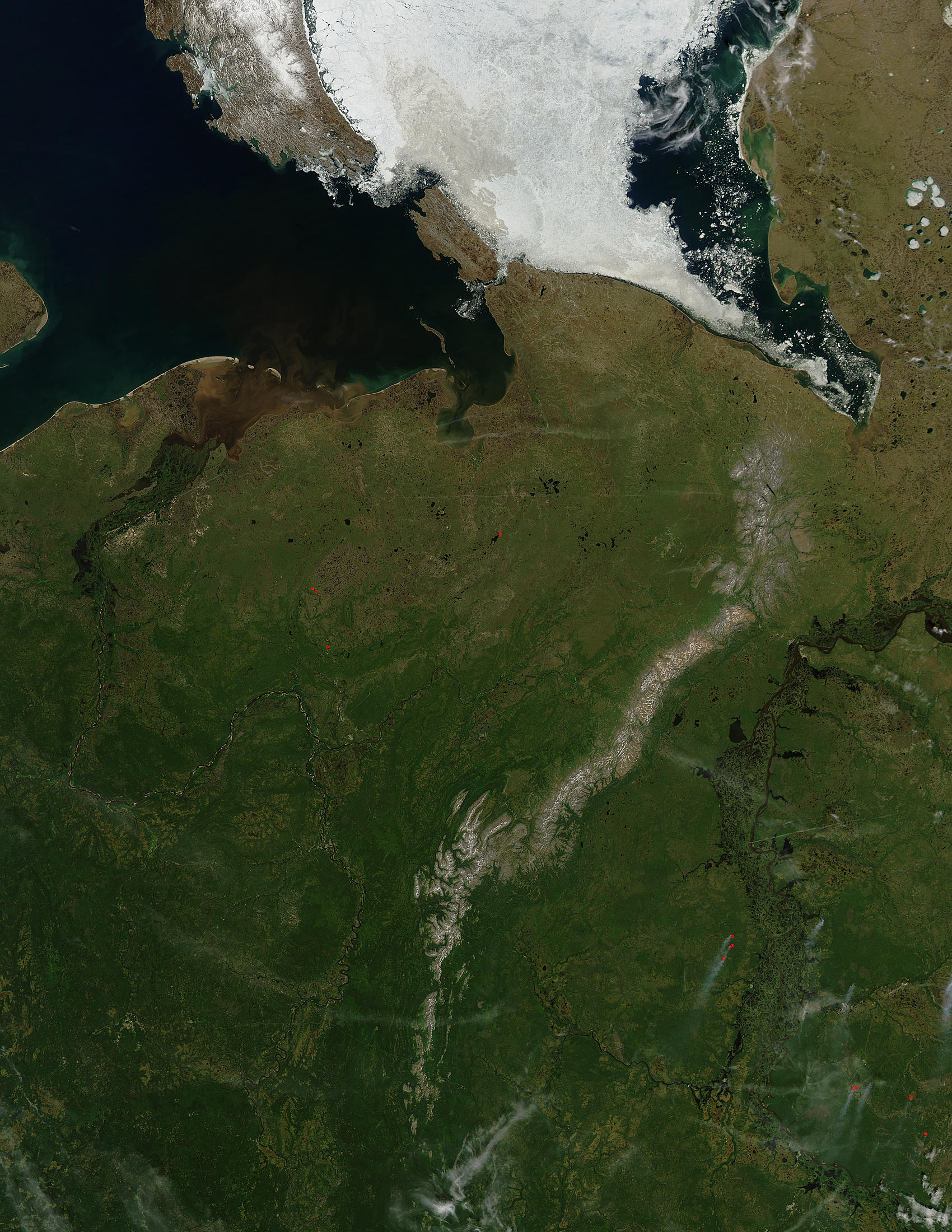
نهر بيتشورا، وجبال أورال ذات الألوان الفاتحة، وجزء من نهر أوب

وطوله 1,809 كم (أقصر قليلاً من نهر كولومبيا (Columbia)) ومساحة حوضه 322,000 كم مربع (تقريبًا نفس مساحة فنلندا). ومن خلال مقدار متوسط التصريف السنوي، فإنه يأتي في المركز الثالث في أوروبا، بعد نهري فولجا والدانوب. ومقدار تصريف هذا النهر يبلغ تقريبًا نصف تصريف نهر الدانوب وأكثر قليلاً من مثيله، نهر دفينا الشمالي، وأكبر من أي نهر لا يحتوي على سدود في حوضه خارج غينيا الجديدة. وإلى الغرب من مساره السفلي، تأتي قمة جبل تيمان (Timan). وإلى الشرق من الحوض، وعلى طول جانب جبال أورال، يظهر منتزه يوجيد فا (Yugyd Va) القومي. وفي حوض هذا النهر كذلك توجد غابات فيرجين كومي (Virgin Komi)، وهي أكبر غابات بكر في أوروبا. وفي أقصى الشمال الشرقي من الحوض على نهر أوسا، يظهر مركز الفحم الضخم فوركوتا (Vorkuta). وقد كان النهر في وقت من الأوقات مسارًا هامًا للنقل، خصوصًا لأولئك الذين يسافرون إلى شمال غرب سيبيريا. أما اليوم، فهناك خط سكك حديد يسير نحو الشمال الغربي من فوركوتا إلى موسكو.

### بمحاذاة ضفاف بيتشورا
يرتفع النهر في جبال أورال في الركن الجنوبي الشرقي من جمهورية الكومي. وهذه المنطقة جزء من محمية بيتشورا ليش (Pechora-Ilych) الطبيعية. وفي الجانب الآخر من جبال أورال، توجد منابع نهر سوسفا (Sosva) الشمالي. يتدفق النهر نحو الجنوب، ثم نحو الغرب، ثم يتجه نحو الشمالي بالقرب من ياكشا والتي تعد مركزًا للملاحة للقوارب الصغيرة. ويتم النقل إلى الجنوب إلى حوض نهر كاما. ونحو الشرق، يوجد نهر فيشيجدا العلوي، وهو فرع من فروع نهر دفينا الشمالي. ثم يتجه إلى الشمال بعد كومسومولوسك نا بيتشورا (Komsomolsk-na-Pechore) إلى أوست ليش (Ust-Ilych) حيث يلتقي معه نهر ليش من الشرق. ثم يتجه إلى الشمال الغربي إلى ترويتسكو بيشورسك (Troitsko-Pechorsk) (على مسافة 1359  كم عن المصب)، ثم إلى فوكتيل (Vuktyl) وأوست شوجير (Ust-Shchuger) حيث يلتقي معه نهر شوجور (Shchugor) من ناحية الشرق. ثم يتجه إلى الشمال إلى مدينة بيتشورا، حيث يعبر النهر خط سكك حديدية من فوركوتا. ثم يتجه نحو الشمال إلى أوست أوسا حيت يلتقي معه نهر أوسا من الشرق (كان نهر أوسا في وقت ما مسارًا نهريًا من خلال نهر للوصول إلى سيبيريا.). ثم ينحني نهر بيتشورا ناحية الشمال الغربي، ثم إلى الغرب، ثم إلى الغرب والشمال الغربي. ويلتقي به نهر نهر إيزهما من الجنوب. ويتجه النهر نحو الغرب إلى أوست تسيلما (على مسافة 425 كم من المنصب) حيث يلتقي به نهر بيزهما (جمهورية الكومي) من الجنوب الغربي ويلتقي به نهر تسليما من الغرب. (في العصور القديمة، كان الناس يستخدمون نهر تسليما للسفر نحو الشمال ثم ينتقلون إلى نهر بيوزا (Pyoza) للوصول إلى البحر الأبيض.) ثم يتجه نهر بيتشورا نحو الشمال. ويصل النهر إلى الدائرة القطبية الشمالية وحدود نينيتس أوكروغ وبوستوزيورسك (Pustozyorsk) وناريان مار (Naryan-Mar)، وهي عاصمة نينتس ومنفذًا في رأس دلتا بيتشورا، وخليج بيتشورا، وبحر بيتشورا، وبحر بارنتس.

## الهيدرولوجيا
تم تسجيل قيم متوسط التصريف الشهري للنهر منذ عام 1981 وحتى عام 1993 في قرية أوكسينو (Oksino)، الموجودة 141 كـم (88 ميل) في عكس اتجاه النهر من المصب، وقد ظهرت كما هو موضح في الشكل التالي أدناه (بالوحدات المترية، متر مكعب لكل ثانية).

## مشروعات القنوات لنهر كاما
قبل وصول خطوط السكك الحديدية إلى نهر بيتشورا، كان هناك طريق هام يستخدم للسفر إلى المنطقة عبر طريق نقل، من شيردين في حوض نهر كاما إلى ياكشا على نهر بيتشورا.
وقد تم إخضاع مشروع لإنشاء قناة بين نهري بيتشورا وكاما عبر نفس الطريق المعتاد بشكل كبير في الستينيات إلى الثمانينيات من القرن العشرين، ولكن ليس لأغراض النقل، ولكن لأغراض تحويل بعض المياه من نهر بيتشورا إلى نهر كاما، كجزء من نظام عكس النهر الشمالي الضخم. ومع ذلك، لم يتم تنفيذ أي أعمال إنشاءات في مسار القناة المقترحة، بخلاف الانفجار النووي الثلاثي الذي تم في عام 1971، والذي أدى إلى حفر حفرة طولها 600 متر.